# Wadi as-Salqa
Wadi as-Salqa (àrab: وادي السلقة, Wādī as-Salqa) és una vila agrícola palestina a la governació de Deir al-Balah, situada al sud de Deir al-Balah. Segons l'Oficina Central d'Estadístiques de Palestina (PCBS), la vila tenia 12,000 habitants a mitjans de 2017, dels quals gairebé la meitat serien menors de 18 anys. Després de les sancions econòmiques contra l'Autoritat Nacional Palestina després de la victòria de Hamàs a les eleccions per l'Autoritat Nacional Palestina de 2006, un 85% de la població de Wadi as-Salqa vivia sota el llindar de la pobresa.